# Chadzjiite
Chadzjiite (bulgariska: Хаджиите) är ett distrikt i Bulgarien.   Det ligger i kommunen Obsjtina Karnobat och regionen Burgas, i den östra delen av landet, 300 km öster om huvudstaden Sofia.
Trakten runt Chadzjiite består till största delen av jordbruksmark. Runt Chadzjiite är det ganska glesbefolkat, med 36 invånare per kvadratkilometer.